# Po kopanju; ženska se briše
Po kopanju; ženska se briše je pastelna risba Edgarja Degasa, ki je nastajala med letoma 1890 in 1895. V zbirki Narodne galerije v Londonu je od leta 1959.  Delo je del serije Degasovih risb, predhodnih skic in zaključenih del v pastelu in olju iz tega obdobja, ki prikazujejo kopanje žensk.

## Opis
Delo prikazuje žensko, ki sedi na belih brisačah in na vrbovem stolu, s hrbtom obrnjena h gledalcu. Njeno telo je obokano in rahlo zavito, kar ustvarja napetost v hrbtu, poudarjeno zaradi globoke linije hrbtenice. Ena roka suši vrat z brisačo, verjetno po tem, ko je prišla iz kositrne kadi v kotu sobe. Druga roka se nagiba in se drži stola za podporo. Prostor je določen z navpičnimi in diagonalnimi črtami, kjer se stikajo tla in stene. 
Risba je bila narejena na več kosih papirja, nameščenih na karton. Degas je morda začel z manjšo sestavo, ki jo je podaljšal, ko je delal, kar je zahtevalo več papirja . Močno obdelan pastel ustvarja globoke teksture in zamegljene konture, ki poudarjajo gibanje figure. Umetnina meri 103,5 × 98,5 centimetrov.

## Zgodovina
Edgar Degas je kot uvodni korak pogosto uporabil fotografije in skice, preučil svetlobo in kompozicijo za svoje slike. Delo je del serije fotografij, predhodnih skic in dokončanih del v pastelih in oljih iz tega obdobja. Serija prikazuje ženske, ki plešejo ali se kopajo, nekatere prikazujejo ženske v nerodnih nenaravnih položajih . Degas, ki je govoril o teh delih, je povedal, da namerava ustvariti občutek v gledalcu »kot da je pogledal skozi ključavnico«. 
Devet Degasovih pastelnih risb žensk pri kopanju je razstavil Theo Van Gogh v Galeriji Boussod et Valadon leta 1888. Delo je bilo prikazano v Galeriji Lefevre leta 1950 in je bilo kupljeno za zbirko Narodne galerije v Londonu leta 1959 . Manj uspešen primer podobnega predmeta je v Courtauldovi galeriji , druga dela v seriji pa v mnogih javnih muzejih. 
- Druge podobne slike
- Po kopanju;ženska briše vrat (1895–98) (Musée d'Orsay, Paris)
- Ženska se umiva
- Akt
- Zajtrk po kopanju
- Po kopanju
- Po kopanju, pastel in oglje na papir.

## Vpliv
Delo je imelo velik vpliv na Francisa Bacona, najbolj opazno na njegove triptihe Tri figure v sobi (1964, Pompidoujev center, Pariz) in Tri študije moškega hrbta (1970, Kunsthaus Zürich). Galerija Tate pravi: »Za Bacona [to] je bil res nekakšen talisman. Poosebljal je Degasov pristop k večji obsesiji, ki sta jo oba umetnika delila s plastičnostjo telesa, njegovim potencialom za najrazličnejše oblike artikulacije, gibanja in mirovanja«. Delo je bilo eno od treh osrednjih aktov, ki jih je Bacon izbral v svoji razstavi »Umetnikova izbira« v Narodni galeriji leta 1985, prikazana med Velázquezovo Rokeby Venero in Michelangelovim Polaganje Jezusa v grob. Umetnostni zgodovinar in kurator Michael Peppiatt je citiral Bacona: »Rad imam Degasa. Mislim, da so njegovi pasteli med največjimi stvarmi, ki so bile kdaj koli narejene. Mislim, da so veliko večji od njegovih slik«.

## Materiali
Analiza slikarskih materialov je opisana v knjigi Bomford et al.  Degas je uporabil številne tržno dostopne pastelne barvi, med katerimi je bilo veliko različnih pigmentov. Prevladujoči pigmenti v tej sliki so prusko modro, kadmijevo rumena in oker.